# Riku Hahl
Riku Markus Hahl (Hämeenlinna, 1º novembre 1980) è un ex hockeista su ghiaccio finlandese.

## Palmarès

### Mondiali
- 2 medaglie:
  - 2 bronzi (Lettonia 2006; Canada 2008)